# Hashim Jalilul Alam Aqamaddin

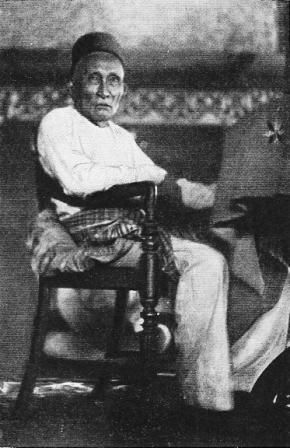
Hashim Jalilul Alam Aqamaddin

Hashim Jalilul Alam Aqamaddin ibni Sultan Omar Ali Saifuddien II (arabisch هاشم جليل العالم أقام الدين, geb. 1825, Istana Kampong Ayer, Sultan Lama, Brunei Town, Brunei; gest. 10. Mai 1906, ebenda) war der 25. Sultan von Brunei. Er herrschte in Brunei vom 30. Mai 1885 bis zum 10. Mai 1906. Bevor er Sultan war, gehörte er bereits zu den vier Wesiren in Brunei und trug die Bezeichnung Pengiran Temenggong Sahibul Bahar Pengiran Anak Hashim. Er fungierte auch schon als Regent, als Abdul Momin aus Altersgründen Unterstützung benötigte.

## Regierungszeit
Als Hashim den Thron bestieg, erbte er bereits ein stark geschrumpftes Königreich. Und auch weiterhin sollten die British North Borneo Company und die Weißen Rajas der Familie Brooke in Sarawak das Land immer wieder verkleinern. Der Sultan war trotz der Amanat-Vereinbarung seines Vaters nicht stark genug, diesen Landraub aufzuhalten. Er musste daher einen Vertrag unterzeichnen, in dem er Punang Terusan an Sarawak abtrat.

### Treaty of Protection 1888
Bereits drei Jahre nach seinem Amtsantritt wurden ein wichtiger Vertrag zwischen Brunei und Großbritannien unterzeichnet. Der Treaty of Protection (Schutzvertrag) von 1888 machte Brunei zu einem britischen Protektorat.

### Verlust von Limbang
Auch Limbang, noch heute Teil von Sarawak, war ursprünglich Teil von Brunei bis in die Regierungszeit von Sultan Hashim. Aber der Treaty of Protection schützte Brunei nicht vor Landverlusten. 1890 verlor Brunei Limbang als Landesteil an Charles Brooke. 1901 und 1902 forderten Brooke und Hewett auch noch Belait und Tutong, was der Sultan jedoch zurückweisen konnte. Er sagte: „What would happen to me, my chiefs and my descendants? I should be left like a tree, stripped of branches and twigs.“ (Was würde mir passieren, meinen Hauptmännern und meinen Nachkommen? Ich würde übrigbleiben wie ein Baum, der seiner Äste und Zweige beraubt ist.)

### Indirekte Herrschaft der Briten in Brunei
Der Sultan war unzufrieden mit dem „Schutz“, den die Briten boten, und wandte sich um Hilfe an Sultan Abdülhamid II., den damaligen Herrscher des Osmanischen Reiches. Die Briten erfuhren davon und entsandten Malcolm McArthur, um die Probleme in Brunei in den Griff zu bekommen. Daraufhin wurde das Supplementary Agreement of 1905/1906 abgeschlossen. Unter diesem Vertrag akzeptierte Brunei einen British Resident, der als Ratgeber des Sultans für äußere und innere Angelegenheiten fungierte, außer in Angelegenheiten, die den Islam und Malaische Sitten betrafen.

## Tod
1903 starb erst sein ältester Sohn und designierter Erbe, Pengiran Muda Besar Omar Ali Saifuddin, an Cholera, dann sein zweiter Sohn Pengiran Muda Tengah. Die Trauer über diese Verluste griff auch die Gesundheit des Sultans selbst an.
Er starb am 10. Mai 1906 und wurde im königlichen Mausoleum in Bandar Brunei, neben seinem Vater Omar Ali Saifuddin II. beigesetzt. Sein überlebender Sohn, Pengiran Muda Bongsu Muhammad Jamalul Alam, folgte ihm auf den Thron.

## Familie
Hashim war der Sohn von Omar Ali Saifuddin II. und Zaidah binti Pengarah Di-Gadong Laman Awang Sulaiman. Sein älterer Bruder, Pengiran Pemancha Pengiran Anak Muhammad Salleh, war vor 1885 verstorben. Er selbst war verheiratet mit Pengiran Indera Chendra Kesuma und Pengiran Isteri Pengiran Siti Fatimah. 
Mit diesen Frauen hatte er die Kinder Pengiran Muda Besar Omar Ali Saifuddin, Pengiran Muda Tengah, Pengiran Muda Bongsu (Muhammad Jamalul Alam II.), Pengiran Anak Siti Zubaidah, Pengiran Anak Sharif Mohammad Salleh, Pengiran Anak Sharif Abdul Razak, Pengiran Anak Siti Rauyah, Pengiran Anak Siti Mariam, Pengiran Di-Gadong Pengiran Anak Haji Kamis, Pengiran Anak Safar, Pengiran Anak Sabtu, Pengiran Anak Metusin Kula, Pengiran Anak Saliha, Pengiran Anak Sharif Muhammad Arshad Duman, Pengiran Anak Sharif Ismail Apong, Pengiran Anak Untong, Pengiran Anak Jaga, Pengiran Anak Rabaha, Pengiran Anak Tuah und Pengiran Anak Sharif Mahmud.